# Иоанн (Могильницкий)
Иоанн (Иван) Могильницкий (укр. Іоанн (Іва́н) Могильни́цький ; 19 августа 1778, Улюч Королевство Галиции и Лодомерии, Австрийская империя (ныне Подкарпатское воеводство, Польша) — 24 июня 1831, Пшемысль) — украинский культурно-образовательный и церковный деятель, греко-католический священник, учёный — филолог, языковед и богослов, каноник перемышльской капитулы УГКЦ (1817).
Один из зачинателей украинского национального возрождения в Галичине. Видный деятель Русской троицы, стоявшей у истоков русофильского и украинофильского движений в Галиции.

## Биография
Родился в семье греко-католического священника. После окончания местной приходской школы продолжил учёбу в гимназии Перемышля (нине Пшемысль, Польша), которую окончил в 1795 г. с отличием. В течение 1795—1800 гг. учился на теологическом факультете Львовского университета. Окончил курс Греко-католической духовной семинарии во Львове.
В декабре 1800 года был рукоположён в диаконы. Духовную службу начал в марте 1801 г. администратором парафии в Дроздовичах. В феврале 1807 г. назначен нижанковичским деканом.
В мае 1817 года стал каноником и митратом греко-католической капитулы и первым советником консистории. Духовную службу соединял с просветительской деятельностью. Поощрял обучение сельских детей, основывал при церквях народные школы в своём деканате, финансово поддерживал учеников из бедных семей.
Наибольших достижений И. Могильницкий добился в области образования и катехизации. В 1815 году издал в венгерском королевском университете в Буде (ныне Будапешт) катехизис под названием «Наука християнськая по ряду катехизма нормалного», а через год — придназначенный для народных школ «Буквар славено-руского языка». Дискуссия на тему путей формирования украинского литературного языка в Галиции привлекла внимание известного словенского языковеда Е. Копитарa, который разместил в Вене на страницах «Wiener allgemeine Literatur-Zeitung» 5.11.1816 г. положительную рецензию о языковых особенностях катехизиса «Russniakishe Literatur». Е. Копитар поощрял И. Могильницкого к дальнейшей работы в области языкознания, подчеркивая факт самобытности украинского языка и его отличий от других славянских языков.

Герб Могильницкого

Сторонник развития украинского литературного языка на основе «живого языка народа», И. Могильницкий первым в Галицкой греко-католической церкви начал проповедовать на родном языке. Когда в 1821 г. Галицкое губернаторство запретило издание греко-католической литературы «руською мовою», написал для императорского двора обширную записку-брошюру, в которой доказывал, что украинский (русский) язык не является смесью польского и русского, и не диалектом какого-то из них, а отдельным славянским языком. Чтобы подтвердить свои взгляды, написал первую грамматику современного ему украинского языка в Галичине — «Граматику языка славено-руского» (ок. 1823), свообразным предисловием к которой стала его отдельная научная работа «Відомість о руском языці». Грамматика осталась в рукописи и впервые опубликована лишь в 1910 году.
Это была первая научная работа о языке галицких украинцев, которая оказала значительное влияние на взгляды относительно украинского языка его последователей языковедов.

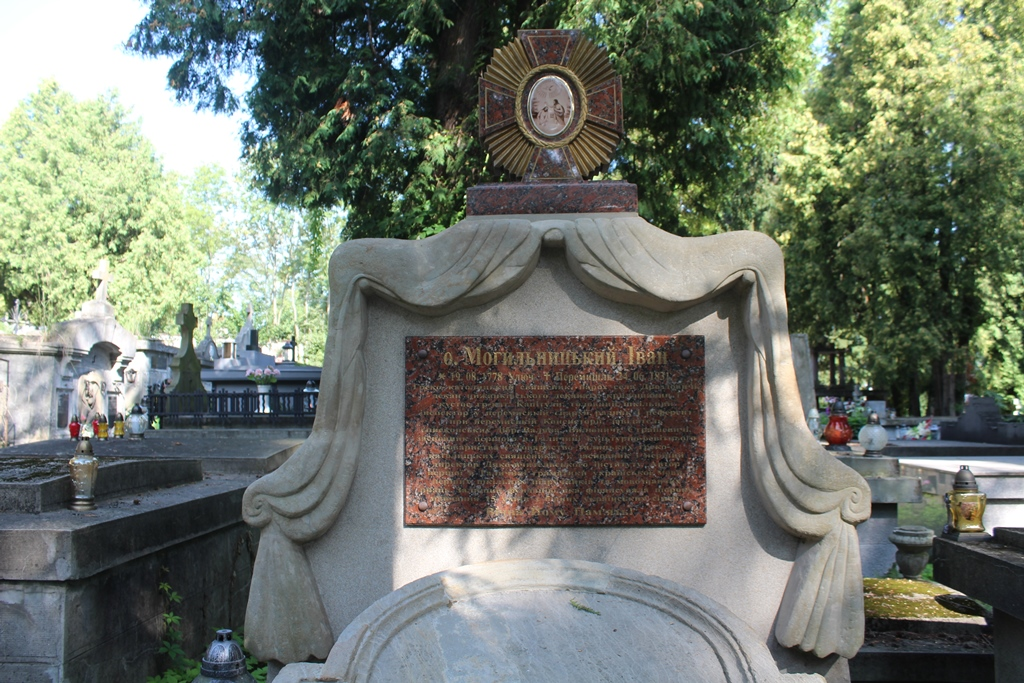
Могила в. Ивана Могильницкого на кладбище в Перемышле

Его работа «Відомість о руском языці» впервые была напечатана в 1829 г. в сокращённом варианте в переводе на польский в научном журнале Института Оссолинских — «Czasopisma Naukowego Księgozbioru Publicznego imenia Ossolińskich» — а позже дважды переиздавалась отдельной брошюрой (1837, 1848) и вышла также в переводе на русский язык (СПб., 1838).
В 1815 году стал одним из создателей первого в Галичине священического общества с латинским названием «Societatis Presbyterorum Ritus graeco-catholici Galiciensium» («Галицкое общество священиков греко-католического обряда»).
После основания в Перемышле в 1817 году Института для диаконов и учителей стал его первым директором и преподавателем (в частности логики). Оставил в рукописи учебник логики, созданный им для нужд этого учебного заведения — «Логические наставления».
В 1817 г. был избран послом (депутатом) Галицкого краевого сейма. В июле 1818 года возведён в австрийское дворянство («Ritter von») и предоставлением герба «Mogilnicki II».
Умер во время эпидемии холеры и похоронен в Перемышле.
Согласно завещанию, имение своё отказал в пользу стипендий для учеников местной гимназии — сыновьям священников из малоимущих семей и сиротам, которые предназначались ежегодно, положив начало фонда им. И. Могильницкого.